# What's Wrong with Secretary Kim
What's Wrong with Secretary Kim? er en sydkoreansk tv-drama/serie fra 2018 på 16 episoder. Hovedrollerne spilles af henholdsvis Park Seo-joon (Lee Young-joon/Lee Sung-hyun) og Park Min-young (Kim Mi-so).